# 940-talet

## Händelser
- Harald Blåtand inleder troligtvis sin regering av Danmark under detta decennium.

## Födda
- 7 augusti 943 – Edgar av England, kung av England.
- 945 – Erik Segersäll, kung av Sverige.
- 945 – Silvester II, påve.

## Avlidna
- Slutet av oktober 942 – Stefan VIII, påve.
- Maj 946 – Marinus II, påve.